# Bob Gaudio
Bob Gaudio, född 17 november 1942 i Bronx, New York, USA, är en amerikansk kompositör och sångtextförfattare. Medlem i The Four Seasons. Han producerade en stor andel av dess musik och skrev låtar som "Sherry" samt var med och skrev "December, 1963 (Oh, What a Night)" med sin dåvarande fru Judy Parker. Även om han inte längre uppträder med gruppen, förblir Gaudio och sångaren Frankie Valli delägare i varumärket Four Seasons.